# ClamAV

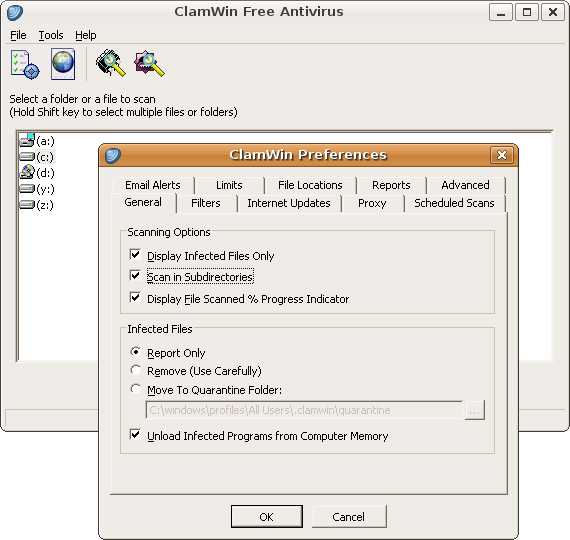
ClamWin

Clam AntiVirus（ClamAV）是免費、開放原始碼的杀毒软件，軟體與病毒碼的更新皆由社群發佈。目前ClamAV主要使用在由Linux、FreeBSD等类Unix系统架設的郵件伺服器上，提供电子邮件的病毒掃描服務。
ClamAV本身在命令行界面下運作，但也有許多提供图形用户界面的前端工具（GUI front-end）可用，另外由於其開放原始碼的特性，在Windows與macOS平台都有其移植版。

## 功能
ClamAV包含一系列工具，例如：命令行掃描器、資料庫自動更新器以及從共享函式庫中在防毒引擎上運行的可擴縮的多线程守护进程。
此應用程式亦包含對郵件的Milter介面和手動執行掃描的功能。
它支援的檔案格式包括：
- ZIP、RAR、tar、gzip、bzip2、OLE2、CAB、CHM、BinHex（英语：BinHex）、SIS格式
- 大部分的郵件格式
- 經UPX、FSG、Petite、NsPack、WWpack32、MEW、Upack（德语：Upack）進行数据压缩，或經SUE，Y0da Cryptor進行代码混淆的可執行與可鏈接（ELF）和可移植可执行（PE）格式
- Office Open XML、HTML、RTF和PDF文檔格式

ClamAV的病毒資料庫至少每4小時更新一次。截至2014年12月25日，每日更新資料庫（daily update Virus DB）版本號為19837，並包含至少370萬個病毒的特徵碼。

## 效果
ClamAV在Shadowserver基金會中與其他杀毒软件做每日測試。於2011年，Shadowserver基金會以兩千五百萬個恶意软件樣本測試ClamAV與其他防毒軟體。在這兩千五百萬個樣本之中，ClamAV偵測率達78.27％，19項產品中排名第9；這個結果比一些知名競爭者的商業產品還要好。
ClamAV也參與了一些其他防毒軟體的評測。ClamAV於2008年在AV-Test的評測中正確識別了約一百萬樣本中的77.3%，其表現評級為：
- 手動掃描：很差（very poor）
- 偽陽誤判：差（poor）
- 即時掃描：差（poor）
- 反應時間：很好（very good）
- rootkits：很差（very poor）[4]

ClamAV於2011年6月-12月間在Shadowserver基金會的評測中，Windows版偵測率超過75.45％，40項產品中排名第六，名落AhnLab（Windows），Avira（Linux），Eset（Windows），Avast（Windows）和Bitdefender（Linux）之後，其中表現最佳的AhnLab Windows版偵測率為80.28％。ClamAV的Linux版則排名第十。

## 非官方資料庫
ClamAV引擎可用來偵測一些不同的檔案類型，尤其是某些釣魚信件可以由防毒技術偵測到。可是預設方式的誤判率比傳統病毒檢測高一些。
Sanesecurity是其中一個提供非官方資料庫的組織。它們亦從CRDF威脅中心、Porcupine、Julian Field、MalwarePatrol等其他機構或組織取得並分類資料，建立資料庫。SecuriteInfo.com也向ClamAV提供額外的病毒特徵碼。
ClamAV的非官方資料庫主要由系统管理员用來過濾郵件。這些資料庫的偵測結果應使用評分法協助判斷，而非直接封鎖被識別為“受感染”的郵件。

## 各平台版本

### Linux
- ClamTk（英语：ClamTk） - 使用gtk2-perl（英语：gtk2-Perl）開發的ClamAV前端。
- KlamAV - KDE環境下的ClamAV前端。
- Copfliter - 使用ClamAV的IPCop（法语：IPCop）擴充套件。

### macOS（Mac OS X時期）
- Mac OS X Server 10.4 - 內附ClamAV。
- ClamXav - 使用ClamAV作為引擎的免費防毒軟體。
- Tiger Cache Cleaner - 內附ClamAV。

### Windows
- ClamAV for Windows
- ClanWin（英语：ClamWin Free Antivirus） - ClamAV的Windows移植版，並可支援Microsoft Outlook、Internet Explorer、Mozilla Firefox等下載檔案掃描，但不具備即時掃描能力。
- Spyware Terminator（法语：Spyware terminator） - 免費電腦安全軟件（英语：Computer security software），內附ClamAV。
- Moon Secure Antivirus（法语：Moon Secure AV），开源杀毒软件，有即時防護功能（realtime protection）。
- Immunet
- CS Antivirus[10]
- Graugon AntiVirus[10]
- Clam Sentinel - 免費軟體[11]，常駐在系統匣（通知區域）中，偵測檔案的變化並以ClamWin即時掃描這些變更[12]。它可在Windows 98/98SE/ME/XP/Vista/7/8下使用。它是一個使用ClamWin的即時掃描器，也提供通知系統改變（可選）、主動啟發式防護的功能。

## 即時檔案掃描
ClamAV最初並無即時掃描器功能（它並不在檔案被讀取或寫入時做掃描的動作），但它可以被其他的應用程式利用，並提供即時檢查。這類的應用程式包括：ClamFS（可在任何支援FUSE的类Unix系统下使用）、DazukoFS（Linux）、Clam Sentinel和Winpooch（Windows）。

## 專利訴訟
2008年Barracuda Networks被趨勢科技起訴，原因為Barracuda Networks將ClamAV作為其安全套裝的一部分作散佈。趨勢科技宣稱Barraucda Networks使用ClamAV在网关的病毒過濾软件专利中侵犯了他們的第5,623,600號專利，自由軟體界因此呼籲抵制趨勢科技。2008年7月，Barracuda Networks以從IBM獲得的的專利授權提起反訴。2011年5月19日，美国专利及商标局就關於第5,623,600號專利提出的專利再審查做出終審駁回。

## 延伸閱讀
- 訪談ClamAV的創始者-Tomasz Kojm 封存版本

## 外部連結
- Clam AntiVirus项目主页（英文）
- SourceForge上的Clam AntiVirus（英文）
- PortableApps上的免安装的ClamWin（英文）
- Freecode（英语：Freecode）上的Clam AntiVirus（英文）
- ClamWin（页面存档备份，存于）
- ClamTk（页面存档备份，存于）
- ClamXav（页面存档备份，存于）
- ClamAV在线
- TigerCacheCleaner（页面存档备份，存于）
- KlamAV - ClamAV frontend for KDE
- 500000病毒签名的ClamAV（页面存档备份，存于）
- Spyware Treminator（页面存档备份，存于）
- Sourcefire官網
- Moon Secure Antivirus官方网站（页面存档备份，存于）